# Akademiska kören, Linköping
Akademiska kören i Linköping är en av nio körer knutna till Linköpings universitet. Det är en blandad kör som grundades 1968.

## Dirigenter[3]
- 1968–1974 Lennart Ekholm
- 1974–1975 Inger Andersson
- 1975–1976 Anita Thoor
- 1977–1980 Rolf Karlberg
- 1980–1993 Håkan Alinder
- 1994–1997 Gunilla Djärf
- 1997–1998 Marie Rosenmir
- 1997–1997 Ulf Setterud
- 1998–2000 Gunilla Djärf
- 2000–2003 Helena Thelin
- 2003–2004 Rikard Karlsson
- 2004–2005 Helena Thelin
- 2005–2013 Oskar Ganestål
- 2013–2020 Marie-Louise Beckman
- 2020 (vt) Henrik Bergion
- 2021 (ht) Gunilla Djärf
- 2022-ff Henrik Bergion

## Diskografi
- Månstrålar. Not on label. 1987[4]